# Nueva Canarias
Nueva Canarias (NC) ist eine Regionalpartei in der spanischen Autonomieregion der Kanarischen Inseln.
Die NC entstand aus der Kanarischen Nationalistischen Initiative (ICAN), eines Flügels innerhalb des Parteienbündnisses Coalición Canaria (CC), von dem sie sich am 25. Februar 2005 abspaltete. Sitz der NC ist in Las Palmas de Gran Canaria, ideologisch ordnet sie sich selbst der linken Mitte zu. Parteivorsitzender ist der ehemalige kanarische Präsident Román Rodríguez Rodríguez. Dieser war zum Zeitpunkt der Parteigründung für die CC gewählter Abgeordneter im spanischen Abgeordnetenhaus. Nach einer Übergangsphase, in der CC und NC eine gemeinsame Fraktion bildeten, trat Rodríguez Rodríguez 2007 aus der Fraktion aus, woraufhin diese sich auflöste.
2006 einigten sich Nueva Canarias und die Initiative für La Palma (INPA) mit der Nationalistischen Partei von Lanzarote (Partido Nacionalista de Lanzarote, PNL), zu den Kommunalwahlen am 27. Mai 2007 in einer Listenverbindung anzutreten. Vier Vertreter wurden ins Parlament von Gran Canaria und zwei in das von Lanzarote gewählt. Bei den gleichzeitig stattfindenden Regionalwahlen scheiterte jedoch der Einzug der NC ins kanarische Regionalparlament mit 5,58 % der Stimmen knapp an der 6-Prozent-Hürde.
Bei den spanischen Parlamentswahlen 2008 trat NC lediglich in der Provinz Las Palmas an. Hier übertraf sie mit 7,57 % der Stimmen zwar das Ergebnis der CC (5,94 %), konnte jedoch keinen Sitz im Abgeordnetenhaus erreichen.